# دانشگاه ایالتی کارولینای شمالی
دانشگاه ایالتی کارولینای شمالی (به انگلیسی: North Carolina State University) یک دانشگاه تحقیقاتی دولتی در شهر رالی واقع در ایالت کارولینای شمالی آمریکا است که در سال ۱۸۸۷ میلادی بنیان‌نهاده شده‌است. این دانشگاه بزرگترین دانشگاه علوم کشاورزی و علوم مهندسی ایالت کارولینای شمالی می‌باشد.

## پیوند به بیرون

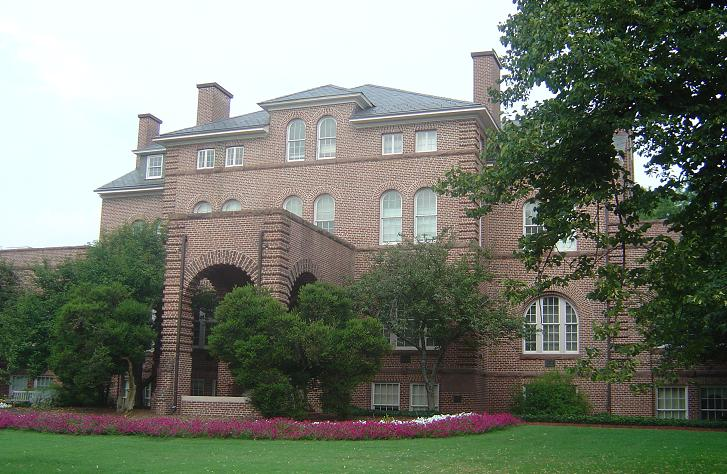
ساختمان «هولادی» اولین ساختمان دانشگاه سال ۱۸۸۹
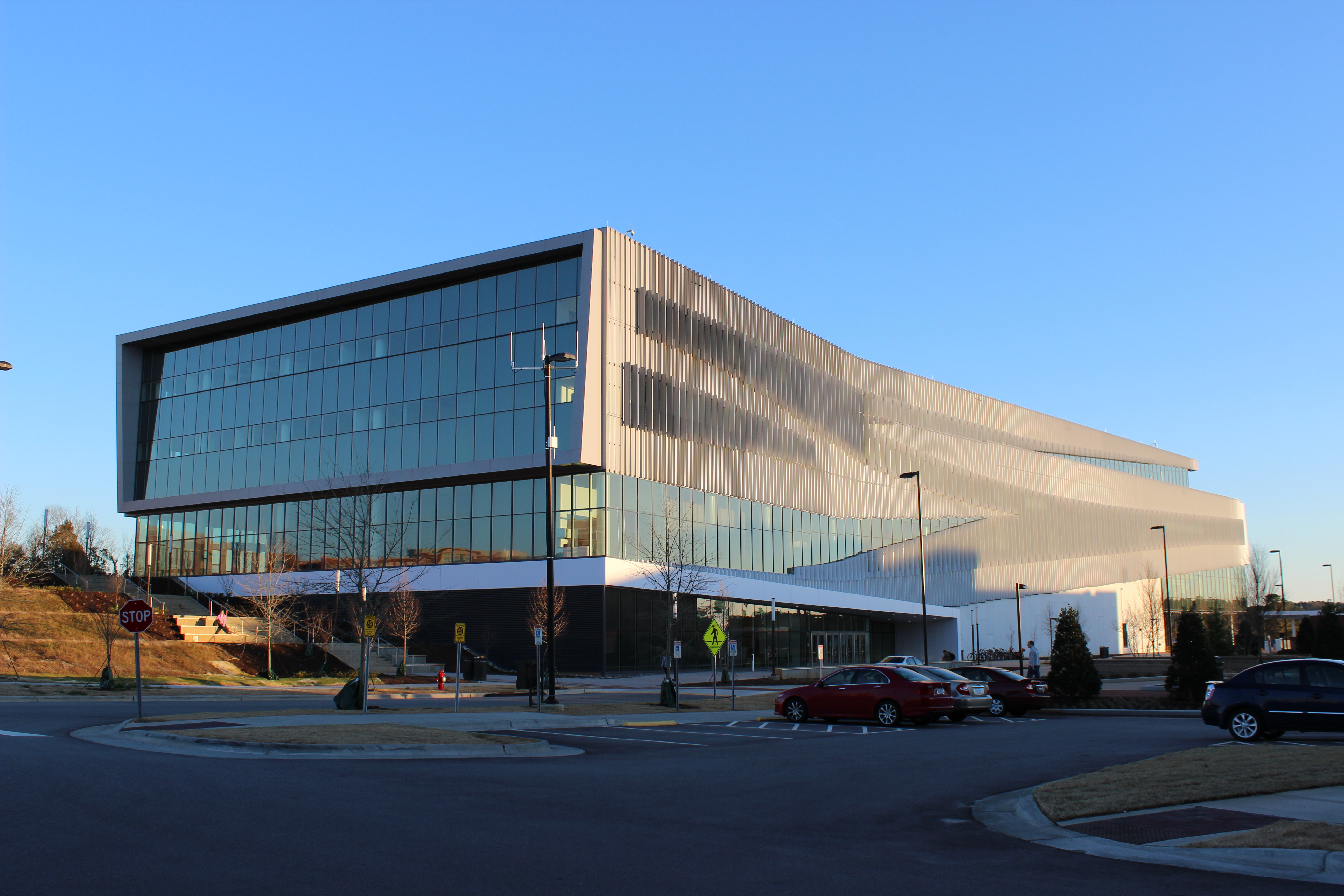
کتابخانه جیمز هانت
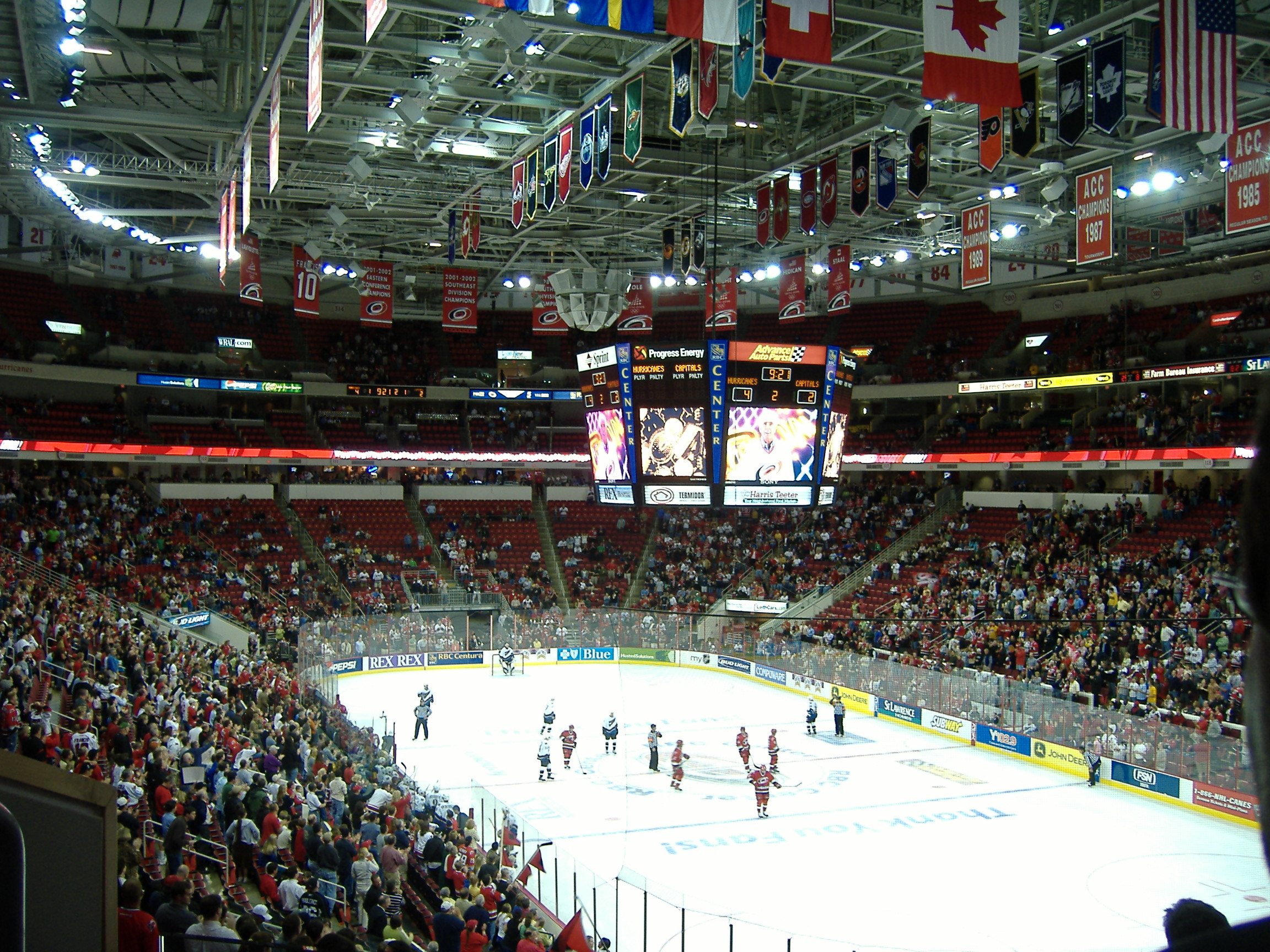
مسابقات هاکی روی یخ سراسری در این دانشگاه

## جایگاه علمی
این دانشگاه به همراه دانشگاه دوک و دانشگاه کارولینای شمالی در چپل هیل منطقه‌ای با عنوان مثلث تحقیقاتی را به وجود آورده‌اند که زادگاه تعداد زیادی از فناوری‌های جدید در چند دههٔ اخیر بوده‌است.
این دانشگاه در جهان برای رشته‌های مهندسی صاحب رتبهٔ ۳۰ است.

## دانشجویان ایرانی
جمعیت ایرانیان شاغل به تحصیل در این دانشگاه در سال ۲۰۱۰، ۵۶ نفر بوده‌است. در سال ۲۰۱۱ دانشجویان ایرانی بیشترین رشد جمعیت در میان دیگر دانشجویان خارجی در NCSU را دارا بودند.

## موقعیت جغرافیایی
دانشگاه ایالتی کارولینای شمالی در شهر رالی، مرکز ایالت کارولینای شمالی واقع شده‌است. رالی در سال ۲۰۱۰ در صدر فهرست ۵۰تایی بهترین شهرهای آمریکا جای گرفت. این فهرست توسط مؤسسهٔ بلومبرگ منتشر شد.

## نگارخانه

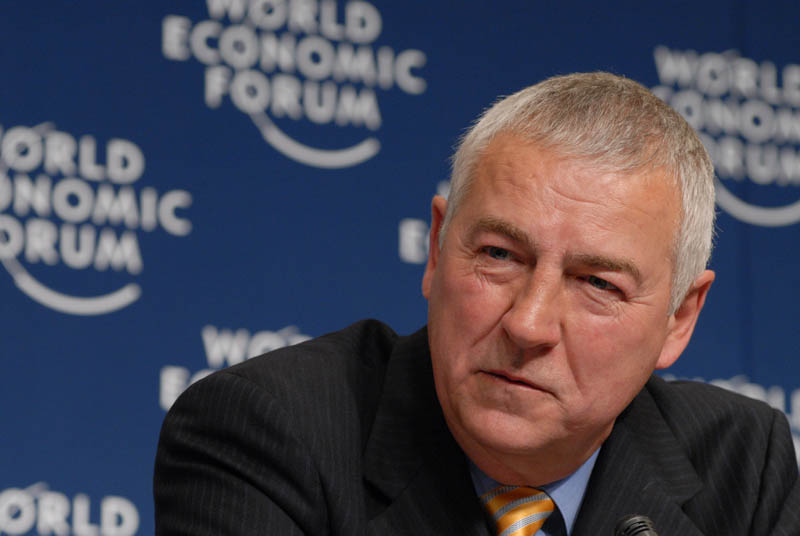
Jim Goodnight, founder of SAS Institute
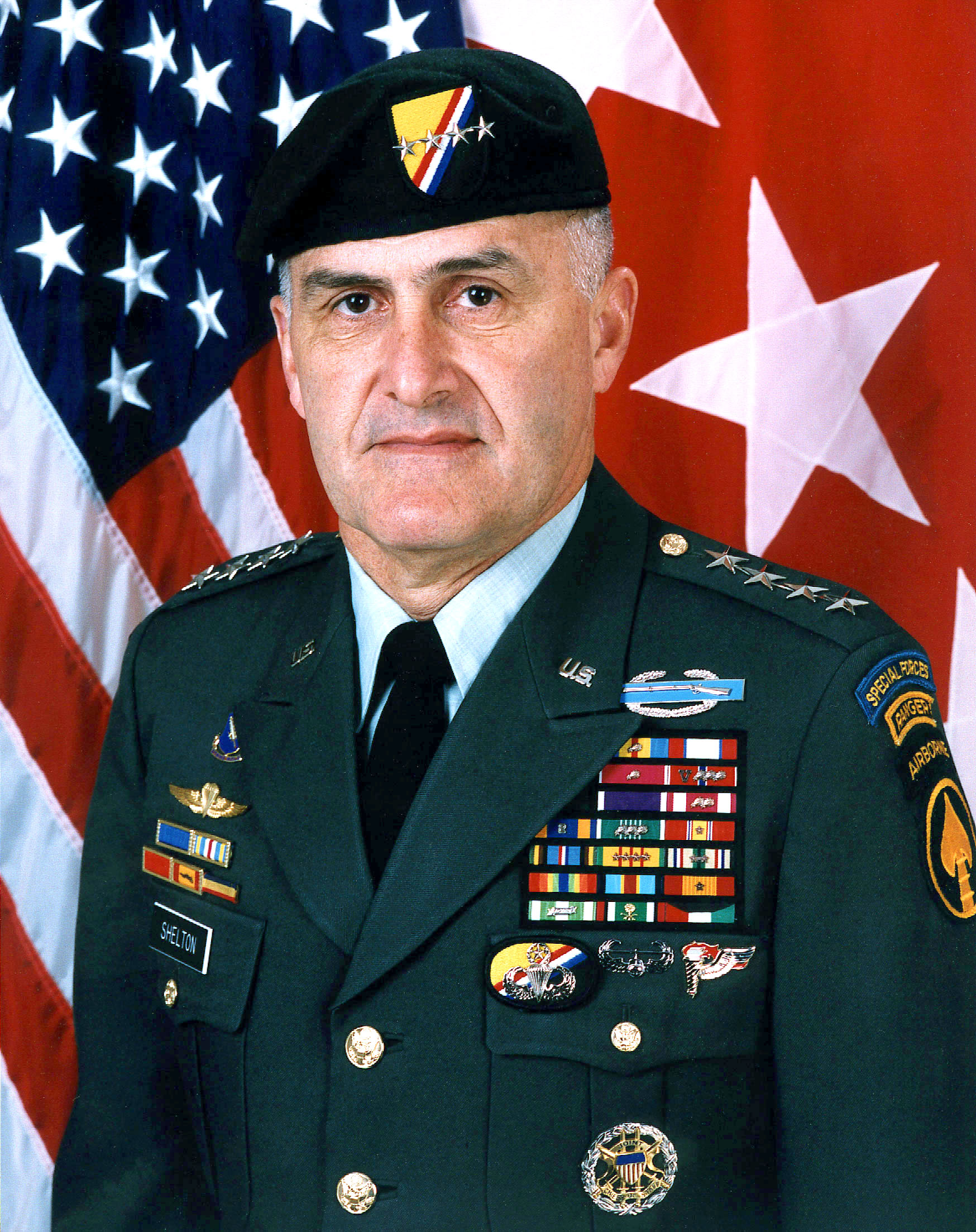
Henry H. Shelton, former chairman of the U.S. Armed Forces Joint Chiefs of Staff
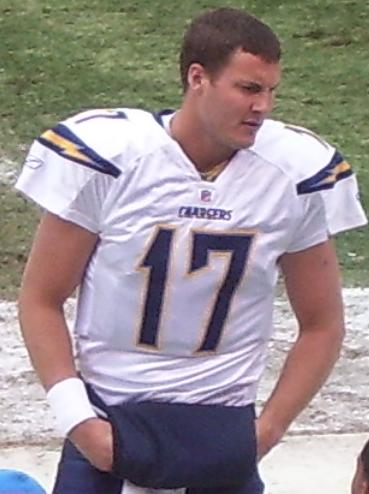
فیلیپ ریورس، NFL quarterback and Pro Bowler
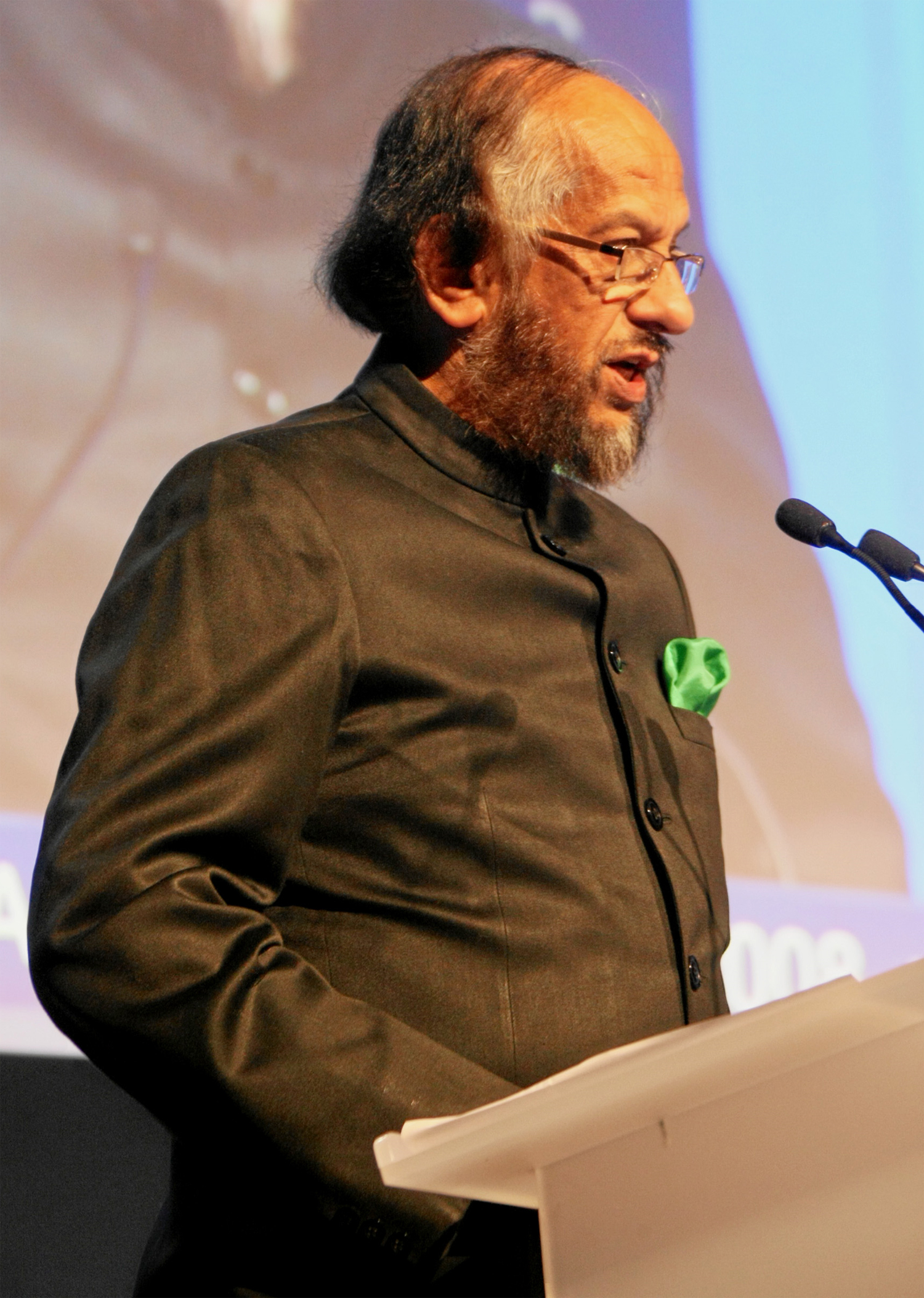
Rajendra Kumar Pachauri, former chair of the UN Intergovernmental Panel on Climate Change
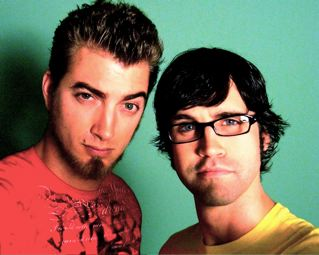
Rhett and Link, two internetainers who host the morning internet show Good Mythical Morning